# Monte Cimone, Libro Aperto, Lago di Pratignano
Monte Cimone, Libro Aperto, Lago di Pratignano este o arie protejată (arie specială de conservare — SAC, sit de importanță comunitară — SCI, arie de protecție specială avifaunistică — SPA) din Italia întinsă pe o suprafață de 5.174 ha, integral pe uscat.

## Localizare
Centrul sitului Monte Cimone, Libro Aperto, Lago di Pratignano este situat la coordonatele 44°10′27″N 10°43′08″E / 44.174167°N 10.718889°E.

## Înființare
Situl Monte Cimone, Libro Aperto, Lago di Pratignano a fost declarat sit de importanță comunitară în iunie 1995 pentru a proteja 33 de specii de animale. Alte tipuri de protecție:
- arie de protecție specială avifaunistică (în august 1999)[3]
- arie specială de conservare (în martie 2019)[2][4][5]

## Biodiversitate
Situată în ecoregiunea continentală, aria protejată conține 26 de habitate naturale: Cursuri de apă de la nivel de câmpie la nivel montan, cu vegetație Ranunculion fluitantis și Callitricho-Batrachion, Roci stâncoase cu vegetație pionieră de Sedo-Scleranthion sau Sedo albi-Veronicion dillenii, Lacuri eutrofice naturale cu vegetație de tip Magnopotamion sau Hydrocharition, Pajiști uscate europene, Păduri de fag Asperulo-Fagetum, Izvoare petrifiante cu formare de travertin (Cratoneurion), Formațiuni de Juniperus communis pe lande sau pajiști calcaroase, Ape puternic oligomezotrofe cu vegetație bentonică cu Chara spp., Grohotișuri calcaroase și de șisturi calcaroase de la nivelul montan până la nivelul alpin (Thlaspietea rotundifolii), Fânețe de joasă altitudine (Alopecurus pratensis, Sanguisorba officinalis), Pajiști alpine și boreale, Grohotișuri termofile și vest-mediteraneene, Mlaștini turboase de tranziție și turbării mișcătoare, Pajiști cu Molinia pe soluri calcaroase, turboase sau argilos-nămoloase (Molinion caeruleae), Pante stâncoase calcaroase cu vegetație casmofită, Pante stâncoase silicioase cu vegetație casmofită, Pajiști uscate seminaturale și facies de acoperire cu tufișuri pe substraturi calcaroase (Festuco-Brometalia) (* situri importante pentru orhidee), Turbării active, Păduri de Castanea sativa, Pajiști boreale și alpine pe substrat silicios, Formațiuni ierboase bogate în specii de Nardus, dezvoltate pe substraturi silicioase în zone montane (și în zone submontane, în Europa continentală), Peșteri inaccesibile publicului, Liziere de ierburi înalte hidrofile de câmpie și de nivel montan până la alpin, Pajiști alpine și subalpine calcaroase, Râuri de munte și vegetația lor lemnoasă cu Salix elaeagnos, Păduri aluvionare cu Alnus glutinosa și Fraxinus excelsior (Alno-Padion, Alnion incanae, Salicion albae).
La baza desemnării sitului se află mai multe specii protejate:
- păsări (19): uliu porumbar (Accipiter gentilis), fâsă-de-câmp (Anthus campestris), fâsă de pădure (Anthus trivialis), acvilă de munte (Aquila chrysaetos), caprimulg (Caprimulgus europaeus), șerpar (Circaetus gallicus), erete de stuf (Circus aeruginosus), Eudromias morinellus, șoim călător (Falco peregrinus), sfrâncioc roșiatic (Lanius collurio), ciocârlie de pădure (Lullula arborea), privighetoare (Luscinia megarhynchos), mierlă de piatră (Monticola saxatilis), pietrar sur (Oenanthe oenanthe), viespar (Pernis apivorus), pitulice sfârâitoare (Phylloscopus sibilatrix), mărăcinar (Saxicola rubetra), silvie de zăvoi (Sylvia borin), silvie de câmp (Sylvia communis)
- amfibieni (1): Triturus carnifex
- mamifere (5): liliac cârn (Barbastella barbastellus), lupul (Canis lupus), liliac cărămiziu (Myotis emarginatus), liliacul mare cu potcoavă (Rhinolophus ferrumequinum), liliacul mic cu potcoavă (Rhinolophus hipposideros)
- nevertebrate (8): Austropotamobius pallipes, croitorul mare al stejarului (Cerambyx cerdo), fluturele de noapte (Eriogaster catax), Euplagia quadripunctaria, Graphoderus bilineatus, rădașcă (Lucanus cervus), Osmoderma eremita, Rosalia alpina

Pe lângă speciile protejate, pe teritoriul sitului au mai fost identificate 43 de specii de plante, 8 specii de amfibieni, 10 specii de mamifere, 5 specii de nevertebrate, 3 specii de reptile.